# 1936年香港
|        | 香港歷史 \| 香港歷史年表                                                                                                   |
| 世紀： | 19世紀香港 \| 20世紀香港 \| 21世紀香港                                                                                     |
| 年代： | 1900年代香港 \| 1910年代香港 \| 1920年代香港 \| 1930年代香港 \| 1940年代香港 \| 1950年代香港 \| 1960年代香港               |
| 年份： | 1932年香港 \| 1933年香港 \| 1934年香港 \| 1935年香港 \| 1936年香港 \| 1937年香港 \| 1938年香港 \| 1939年香港 \| 1940年香港 |
| 紀年： | 丙子年（鼠年）、香港開埠95周年                                                                                             |

## 大事記
- 1月1日：
  - 富商李煜堂逝世，終年84歲。[1]
  - 當局委任嘉利為首任市政局主席，1月1日生效。[2]
- 1月6日，
  - 跑馬地山光道發生情殺案。
  - 四名賊人持槍潛入廣東道506號3樓行劫。[3]
- 1月20日，英皇佐治五世駕崩，終年70歲。
- 1月31日，長沙灣道202號樓下一名婦人被劫匪刺死。
- 2月8日，深水埗福華街發生警匪槍戰，3人受傷。[4]
- 3月22日，駐港海陸空三軍舉行聯合演習，持續三日。[1]
- 4月1日，香港發生有感地震3次。[5]
- 4月2日，灣仔春園街發生情殺案。[6]
- 7月13日，堅尼地道發生情殺案。[7]
- 7月26日，一名印警於中央警署三樓印警宿舍，槍殺另一印警[8]。
- 8月17日，十號颶風信號生效6小時[9][10]，釀成21死179傷[11]，經濟損失1,000萬港幣。
- 9月14日，大利輪船由江門駛往香港至篁邊鄉附近河面時，被岸上農民亂槍轟斃3人。
- 10月19日，舉行首次防空演習。
- 11月4日，廣東省政府主席黃慕松聯同廣州市長曾養甫訪問香港。[1]
- 11月5日，中國航空公司開辦上海、廣州及香港間之航線。
- 11月6日，灣仔道馬玉山糖果餅乾公司工廠舊址騎樓倒塌，1死3傷。[12]
- 11月16日，國民政府有意禁制粵語長片，香港各界聯名上書請求維護。[1]
- 11月24日，港府擬徹底廢除婢女制度。
- 12月20日，啟德機場裝設夜間飛行燈光。[1]
- 12月27日，擁資逾萬寡婦被養育十七年的養子糾黨勒殺，謀財害命。
- 12月，香港各界救國聯合會成立。
- 本年：
  - 政府財政收入為3,004萬港元，支出2,950萬。[13]

## 出生
- －謝瑞麟，香港商人，謝瑞麟珠寶創辦人。
- 10月15日－劉皇發，新界鄉議局主席，行政會議成員，屯門仁愛堂創辦人。

## 逝世
- 1月1日，李煜堂（84歲），香港富商。
- 6月2日，郭少流（77歲），香港富商及慈善家，曾任東華醫院總理及保良局主席。